# Шагалалинський сільський округ
Шагалали́нський сільський округ (каз. Шағалалы ауылдық округі, рос. Шагалалинский сельский округ) — адміністративна одиниця у складі Аккайинського району Північноказахстанської області Казахстану. Адміністративний центр — село Шагалали.
Населення — 1340 осіб (2021; 1680 у 2009, 2091 у 1999, 3344 у 1989).
Станом на 1989 рік існувала Чаглинська сільська рада (села Степне, Чагли, Южне). До 2010 року сільський округ називався Чаглинський.

## Склад
До складу округу входять такі населені пункти:
| Населений пункт | Старі назви | Населення, осіб (1989) | Населення, осіб (1999) | Населення, осіб (2009) | Населення, осіб (2021) |
| --------------- | ----------- | ---------------------- | ---------------------- | ---------------------- | ---------------------- |
| Степне, село    | -           | 462                    | 332                    | 256                    | 142                    |
| Шагалали, село  | Чагли       | 2523                   | 1555                   | 1283                   | 1113                   |
| Южне, село      | -           | 359                    | 204                    | 141                    | 85                     |